# チョボイチ
チョボイチ（チョボ一、ちょぼいち）は、サイコロを使った日本の賭博ゲーム。単にチョボとも略される。

## 概要
- 起源は江戸時代頃。最も古く単純なサイコロ賭博とされている。[1]
- 子は出る目を予想してチップを張ってから親がサイコロを振るという単純なルールである。
- 「チョボ」の漢字表記は「樗蒲」。中国の古い書籍では賭博の意味がある。「チョボ一」の「一」は、サイコロを一つだけしか使わないことに由来。[2]
- サイコロを増やすと、「キツネ」、「タヌキ」というゲームになる。

## ゲームの流れ
使用道具
サイコロ1個（若干大きめ）、1~6までの数（六等分に区切る）を表す紙（ないしは布）、サイコロを振る物（壺ザルや茶碗、丼など）。
一般的なルール
1. サイコロ一個、中を六等分に区切られた紙もしくは布を用意する。六等分された紙には1から6までの数字を表記しておく。
2. 親をサイコロの目の大小などで決める。
3. 親が決まったら子は1から6までの数字が書かれた部分にチップを置く。
4. 全員がチップを置いたら親がサイコロを振る。出た目に賭けた者を勝者とし、その出目の数字に賭けたチップの4倍を受け取ることが出来る。それ以外の人は賭けたチップをすべて没収される。
5. 自分のチップの持ち具合によって、親を廻す（交代する）。

ローカルルール
- 親決めにおいてサイコロの1の目が出たら親が決定するルールもある。
- 勝者のチップの払い戻し額は通常は4倍であるが、2倍や5倍というケースもある。また、出た目によって敗者にも一部返還するルールもあり、5と2が出た場合は5％還元したり、4と3、1と6の場合は4％還元するルールもある。[3]